# Гено Петров
Гено Петков Петров е кмет на Видин от 1962 г. до 12 март 1964 г.

## Биография
Роден е на 6 януари 1918 г. в Синаговци.
Умира на 1 септември 1965 г.